# Rudolf Biebrach

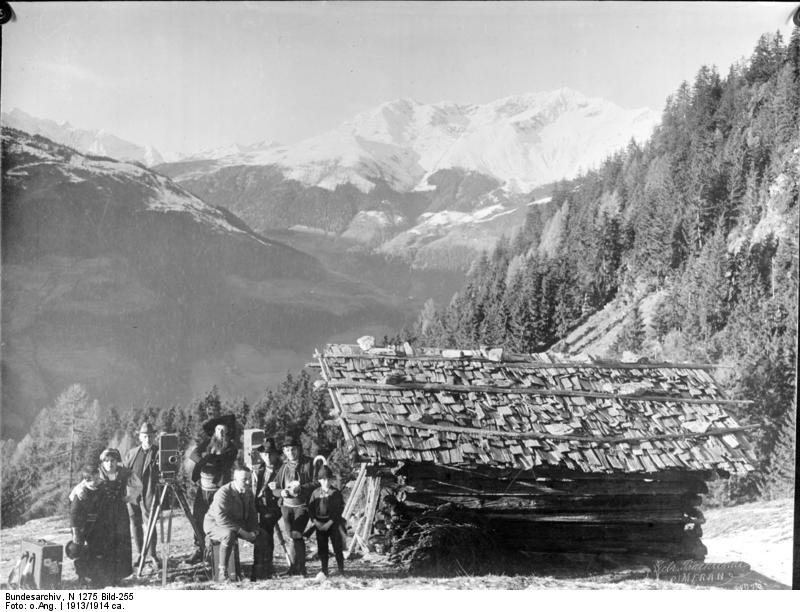
Rudolf Biebrach als Andreas Hofer (mit Bart) bei den Dreharbeiten zu "Tirol in Waffen", 1913

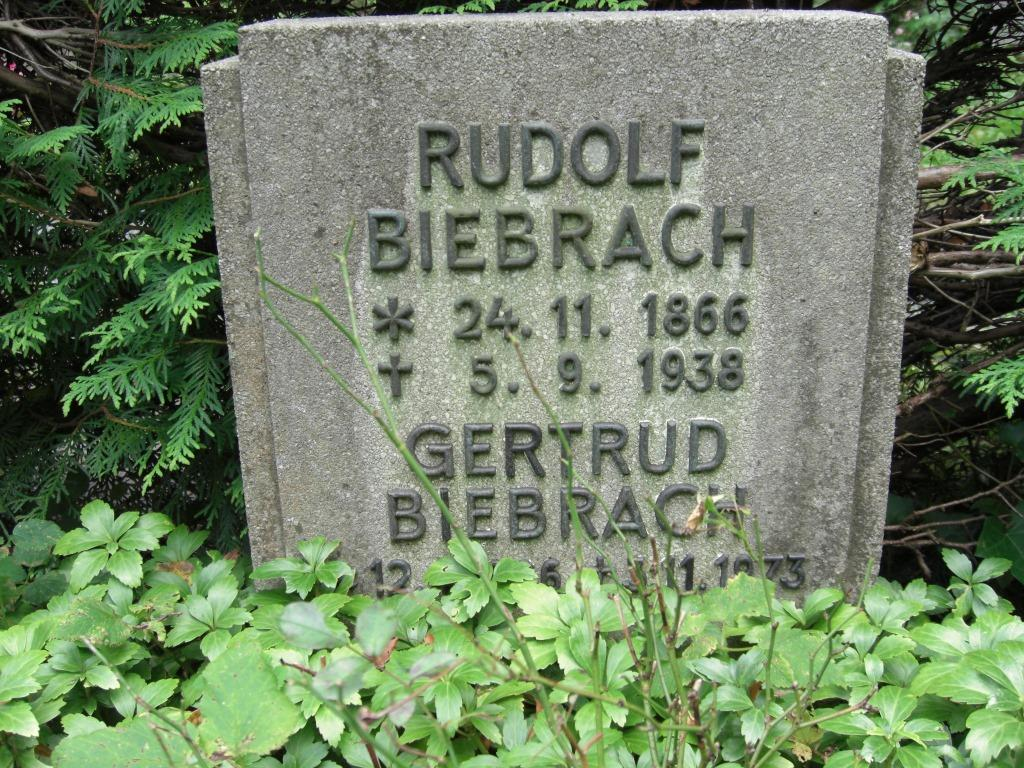
Grab des Schauspielers und Regisseurs Rudolf Biebrach (1866–1938) auf dem Friedhof Wilmersdorf in Berlin.

Hermann Rudolf Biebrach (* 24. November 1866 in Leipzig; † 5. September 1938 in Berlin) war ein deutscher Schauspieler und Regisseur.

## Leben
Hermann Rudolf Biebrach, Sohn des Kürschners Gotthelf Julius Biebrach und seiner Ehefrau Amalie geb. Müller, absolvierte nach der Realschule eine Ausbildung als Holzschneider (Xylograph) an der Kunstakademie. Nach Schauspielunterricht wurde er 1890/91 vom Neuen Theater in Gießen engagiert.
Biebrach stand danach an zahlreichen deutschen Theatern auf der Bühne. 1905 bis 1910 war er am Stadttheater Chemnitz, wo er zum Oberspielleiter aufstieg. Er erhielt auch viele Filmrollen und wurde während des Ersten Weltkriegs Filmregisseur. Als Regisseur von Filmdramen und Komödien hatte er großen Anteil an den frühen Erfolgen von Henny Porten. Später arbeitete er vor allem mit Lotte Neumann zusammen.
Zuletzt kehrte Biebrach wieder zu seiner ursprünglichen Tätigkeit als Schauspieler zurück. Er leitete ab Oktober 1926 die Darstellerschule der Ufa und übernahm selbst zahlreiche Nebenrollen in Spielfilmen.
Im September 1931 gründete er mit Paul Hellersberg die Produktion der Filmschaffenden GmbH (1931–1934).
Rudolf Biebrach war ab 1895 mit Johanna Antonie Elisabeth Setzer verheiratet (Sohn Max Hans Rudolf, * 1. April 1899 in Hamburg, † 11. August 1967 in Berlin-Weißensee; Tochter Antonie Elsa Elisabeth, * 7. Januar 1902 Hamburg, † 31. Mai 1902 in Hamburg) und ab 1919 mit der Leipziger Bürgermeisterstochter Auguste Johanne Gertrud Wiesel (* 12. April 1886 in Chemnitz, † 3. November 1973 in Berlin-Dahlem; Tochter Erika Margot, * 1914).
Er ruht auf dem Friedhof Wilmersdorf in Berlin.

## Filmografie (Auswahl)
- 1912: Des Pfarrers Töchterlein
- 1913: Zurückerobert
- 1913: Komtesse Ursel
- 1913: Tirol in Waffen
- 1913: Ihre Hoheit
- 1914: Nordlandrose
- 1914: Erstarrte Liebe
- 1914: Gretchen Wendland
- 1915: Der Sieg des Herzens (mglw. auch Regie)
- 1915: Die Wellen schweigen (Regie)
- 1915: Märtyrerin der Liebe (auch Regie)
- 1915: Musketier Kaczmarek
- 1915: Das Schicksal der Gabriele Stark (auch Regie)
- 1916: Abseits vom Glück (auch Regie)
- 1916: Gelöste Ketten
- 1916: Dick Carter (auch Regie)
- 1916: Ihr bester Schuß (auch Regie)
- 1916: Der Liebesbrief der Königin
- 1916: Der Ruf der Liebe
- 1917: Die Ehe der Luise Rohrbach
- 1917: Feenhände
- 1917: Die Claudi vom Geiserhof
- 1917: Die Prinzessin von Neutralien (Regie)
- 1917: Christa Hartungen
- 1917: Die Faust des Riesen
- 1918: Agnes Arnau und ihre drei Freier
- 1918: Gefangene Seele
- 1918: Das Maskenfest des Lebens (Regie)
- 1918: Auf Probe gestellt
- 1918: Der Rubin-Salamander (auch Regie)
- 1918: Das Geschlecht derer von Ringwall
- 1918: Die Heimkehr des Odysseus
- 1918: Die Dame, der Teufel und die Probiermamsell (auch Regie)
- 1919: Rose Bernd
- 1919: Die Fahrt ins Blaue (Regie)
- 1919: Die lebende Tote (Regie)
- 1919: Die rollende Kugel (auch Regie)
- 1919: Der Weg der Grete Lessen (auch Regie)
- 1919: Hundemamachen (Regie)
- 1920: Monica Vogelsang (Regie)
- 1920: Die Legende von der heiligen Simplicia
- 1920: Die Tarantel (auch Regie)
- 1921: Seefahrt ist not! (auch Regie)
- 1922: Felicitas Grolandin (auch Regie)
- 1923: Die Liebe einer Königin
- 1923: Um eines Weibes Ehre (Regie)
- 1923: Das Geheimnis von Brinkenhof
- 1924: Carlos und Elisabeth
- 1925: Die Verrufenen
- 1925: Das Abenteuer der Sybille Brant
- 1926: Falsche Scham – Vier Episoden aus dem Leben eines Arztes (auch Regie)
- 1927: Die Frau im Schrank (auch Regie)
- 1928: Adam und Eva (auch Regie)
- 1928: Der Biberpelz
- 1928: Mary Lou
- 1928: Schwarz oder blond (Regie)
- 1928: Der Mann mit dem Laubfrosch
- 1929: Skandal in Baden-Baden
- 1929: Kehre zurück! Alles vergeben!
- 1929: Peter, der Matrose
- 1929: Hochverrat
- 1929: Wenn Du einmal Dein Herz verschenkst
- 1930: Liebe im Ring
- 1930: Hokuspokus
- 1930: Ein Burschenlied aus Heidelberg
- 1931: Zwischen Nacht und Morgen
- 1931: Gassenhauer
- 1931: Das Ekel
- 1931: Emil und die Detektive
- 1932: Zwei Herzen und ein Schlag
- 1932: Der schwarze Husar
- 1932: Das schöne Abenteuer
- 1933: Liebe muß verstanden sein
- 1933: Flüchtlinge
- 1933: Die schönen Tage von Aranjuez
- 1934: Gold
- 1934: Schwarzer Jäger Johanna
- 1934: Da stimmt was nicht
- 1935: Das Mädchen Johanna
- 1935: Zigeunerbaron
- 1935: Der höhere Befehl
- 1935: Einer zuviel an Bord
- 1936: Hans im Glück
- 1936: Boccaccio
- 1936: Inkognito